# Фернандес Годой, Висенте
Висе́нте Фели́пе Ферна́ндес Годо́й (исп. Vicente Felipe Fernández Godoy; род. 17 февраля 1999, Сан-Бернардо, Сантьяго) — чилийский футболист, защитник клуба «Тальерес».

## Клубная карьера
Фернандес — воспитанник клуба «Универсидад Католика». В 2018 года для получения игровой практики Висенте на правах аренды перешёл в «Унион Ла-Калера». 26 августа в матче против «Депортес Икике» он дебютировал в чилийской Примере. По окончании аренды Фернандес вернулся в «Универсидад Католика». 9 июня в поединке Кубка Чили против «Депортес Ла-Серена» он дебютировал за основной состав. Летом 2019 года Фернандес на правах аренды перешёл в «Сантьяго Морнинг». 1 сентября в матче против «Депортес Темуко» он дебютировал за новый клуб. 
В начале 2020 года Фернандес был арендован «Палестино». 29 января в матче против «Коло-Коло» он дебютировал за новую команду. По окончании аренды клуб выкупил трансфер игрока. 
В начале 2023 года Фернандес подписал контракт с аргентинским клубом «Тальерес», подписав контракт на 3 года. 25 февраля в матче против «Платенсе» он дебютировал в аргентинской Примере. 

## Международная карьера
В 2019 году Фернандес в составе молодёжной сборной Чили принял участие в домашнем молодёжном чемпионате Южной Америки. На турнире он сыграл в матче против команды Боливии.